# رامبو: الدم الأول 2
رامبو: الدم الأول 2 (بالإنجليزية: Rambo: First Blood Part II)، فيلم أمريكي انتج سنة 1985، أنتج من قبل شركة كارلوكو الأمريكية، وقد مثل فيه بطل الفيلم سيلفستر ستالون في دور جون رامبو بطل الفيلم.

## قصة
تلقى رامبو بطل الفيلم من جورج كرينا في دور ترومان، بأن يطلب المارشال مورداك من رامبو مهتمين وهي تصوير الأسرى الأمريكيين مقابل الحصول على المال وعدم المس لأي جندي من جنود الفيتناميين بأمر من مورداك، إلا أنه تغير الحال من مصور إلى منقذ فقام بإنقاذ الأسرى الأمريكيين من أيدي الجيش الفيتنامي وأعوانهم من القوات السوفيتية.

## الممثلون
- سيلفستر ستالون في دور جون رامبو (John J. Rambo).
- ريتشارد كرينا في دور العقيد صامويل ترومان (Trautman).
- تشارلز نابير في دور المارشال مورداك (Marshall Murdock).
- ستيفين بيركوف في دور العقيد بودوفيسكي، قائد الجيش السوفيتي (Col. Podovsky).
- جوليا نيكسون-سول (ممثلة سنغافورية) مثلت في دور المقاتلة كو-باو الفيتنامية صديقة جون رامبو (Co-Bao).
- مارتن كيف في دور اريكسون الطيار الأمريكي (Ericson).
- الممثل الصيني جورج تشونغ في دور الضابط الفيتنامي فينه (Vinh).
- وليام جينت في دور الأسير الأمريكي.
- فوفي جوريتش الممثل البوسنى من العرق الصربي في دور ياشين (Yushin).
- أندي وود الممثل الأمريكي من أصل صيني في دور العقيد الفيتنامي بانكس (Banks).
- روبرت هاموند في دور الضابط السوفيتي.

## تصوير الفيلم
تم تصوير المشهد في تايلند ومن ثم قاموا بتصوير مناطق طبيعية لقيامهم بإطلاق النار والأماكن بجنوب المكسيك أثناء التصوير.

## جوائز
حصل الفيلم السينمائي رامبو الدم الأول : الجزء الثاني، على جائزة أسوأ سينياريو وأسوأ قصة عام 1985 م بجائزة التوتة الذهبية.

## الميزانية والإيرادات
كلف الفيلم 25 مليون دولار وحقق أرباح تقدر بـ 300 مليون دولار.

## روابط ذات صلة
- قالب:روابط فنية7٧88